# 澄輝さやと
澄輝 さやと（すみき さやと、11月24日 - ）は、日本の女優。元宝塚歌劇団宙組の男役スター。
兵庫県神戸市、神戸松蔭高等学校出身。身長173cm。愛称は「あっきー」。

## 来歴
2003年、宝塚音楽学校入学。
2005年、宝塚歌劇団に91期生として入団。入団時の成績は17番。花組公演「マラケシュ・紅の墓標／エンター・ザ・レビュー」で初舞台。その後、宙組に配属。
2011年の「クラシコ・イタリアーノ」で新人公演初主演。新人公演最終学年となる入団7年目のラストチャンスでの抜擢となった。
2015年の「New Wave!-宙-」でバウホール公演初主演。
2019年7月21日、「オーシャンズ11」東京公演千秋楽をもって、宝塚歌劇団を退団。
退団後は舞台出演の他、ヨガインストラクターとしても活動している。

## 宝塚歌劇団時代の主な舞台

### 初舞台
- 2005年3 - 5月、花組『マラケシュ・紅の墓標』『エンター・ザ・レビュー』（宝塚大劇場のみ）

### 宙組時代
- 2005年8 - 11月、『炎にくちづけを』『ネオ・ヴォヤージュ』
- 2006年3 - 7月、『NEVER SAY GOODBYE』 - 新人公演：エンリケ・ロメロ（本役：凪七瑠海）
- 2006年8 - 9月、『Young Bloods!!-COSMO∞（コスモ無限大）-』（バウホール） - アーチー
- 2006年11 - 2007年2月、『維新回天・竜馬伝!』『ザ・クラシック』
- 2007年4月、『NEVER SLEEP』（バウホール・日本青年館） - フィナード・ウィリアムス
- 2007年6 - 7月、『バレンシアの熱い花』 - ガルドス／代役：アロンソ（本役：凪七瑠海）[注釈 1]、新人公演：マルコス（本役：早霧せいな）『宙 FANTASISTA!』（宝塚大劇場）
- 2007年8 - 9月、『バレンシアの熱い花』 - ガルドス、新人公演：マルコス（本役：早霧せいな）『宙 FANTASISTA!!』（東京宝塚劇場）
- 2007年11月、『THE SECOND LIFE』（バウホール） - マウロ
- 2008年2 - 5月、『黎明（れいめい）の風』 - 新人公演：ブレストン大佐（本役：北翔海莉）『Passion 愛の旅』
- 2008年7月、『殉情（じゅんじょう）』（バウホール） - マモル[2]
- 2008年9 - 12月、『Paradise Prince（パラダイス プリンス）』 - リチャード、新人公演：トム（本役：凪七瑠海）『ダンシング・フォー・ユー』
- 2009年2月、『外伝 ベルサイユのばら-アンドレ編-』 - ドール・ブルゼ『ダンシング・フォー・ユー』（中日劇場）
- 2009年4 - 7月、『薔薇に降る雨』 - 新人公演：グザヴィエ（本役：悠未ひろ）『Amour それは…』
- 2009年8月、『大江山花伝』 - 碓井貞光『Apasionado!!II』（博多座）
- 2009年11 - 2010年2月、『カサブランカ』 - カッセル中尉、新人公演：サッシャ（本役：春風弥里）
- 2010年3月、『Je Chante（ジュ シャント）-終わりなき喝采-』（バウホール） - フィリップ・オスバルト
- 2010年5 - 8月、『TRAFALGAR（トラファルガー）』 - 新人公演：トマス・ハーディー（本役：悠未ひろ）『ファンキー・サンシャイン』[2]
- 2010年9月、蘭寿とむコンサート『“R”ising!!』（バウホール・昭和女子大学人見記念講堂）
- 2010年11 - 2011年1月、『誰がために鐘は鳴る』 - ホセ、新人公演：エル・ソルド（本役：風莉じん）
- 2011年3月、『記者と皇帝』（日本青年館・バウホール） - ヘルベルト・ノイマン
- 2011年5 - 8月、『美しき生涯』 - 新人公演：福島正則（本役：北翔海莉）『ルナロッサ』
- 2011年10 - 12月、『クラシコ・イタリアーノ』 - エットーレ・チャルディ、新人公演：サルヴァトーレ・フェリ（本役：大空祐飛）『NICE GUY!!』 新人公演初主演[5][3][2]
- 2012年2月、『仮面のロマネスク』 - ナヴァラン『Apasionado!!II』（中日劇場）
- 2012年4 - 7月、『華やかなりし日々』 - ジェームス・エリオット『クライマックス』
- 2012年8 - 11月、『銀河英雄伝説@TAKARAZUKA』 - ビッテンフェルト
- 2013年1月、『銀河英雄伝説@TAKARAZUKA』（博多座） - オスカー・フォン・ロイエンタール
- 2013年3 - 6月、『モンテ・クリスト伯』 - ボーシャン『Amour de 99!!-99年の愛-』
- 2013年7 - 8月、『the WILD Meets the WILD』（バウホール） - ネッド・バントライン
- 2013年9 - 12月、『風と共に去りぬ』 - スタンレー
- 2014年2 - 3月、『翼ある人びと-ブラームスとクララ・シューマン-』（ドラマシティ・日本青年館） - ヨーゼフ・ヨアヒム[2]
- 2014年5 - 7月、『ベルサイユのばら-オスカル編-』 - ロベスピエール[2]
- 2014年8 - 9月、『ベルサイユのばら-フェルゼンとマリー・アントワネット編-』（全国ツアー） - ジェローデル[2]
- 2014年11 - 2015年2月、『白夜の誓い -グスタフIII世、誇り高き王の戦い-』 - アルムフェルト『PHOENIX 宝塚!!-蘇る愛-』
- 2015年4月、『New Wave!-宙-』（バウホール） バウ初主演[3][2]
- 2015年6 - 8月、『王家に捧ぐ歌』 - カマンテ
- 2015年10 - 11月、『メランコリック・ジゴロ』 - ベルチェ『シトラスの風III』（全国ツアー）
- 2016年1 - 3月、『Shakespeare〜空に満つるは、尽きせぬ言の葉〜』 - トマス・ポープ『HOT EYES!!』
- 2016年5月、『王家に捧ぐ歌』（博多座） - ケペル
- 2016年7 - 10月、『エリザベート-愛と死の輪舞（ロンド）-』 - ルドルフ[注釈 2]／シュテファン・カロリィ[注釈 2]／エルマー・バチャニー[注釈 2][2]
- 2016年11 - 12月、『バレンシアの熱い花』 - ロドリーゴ・グラナドス『HOT EYES!!』（全国ツアー）
- 2017年2 - 4月、『王妃の館-Château de la Reine-』 - 近藤誠『VIVA! FESTA!』
- 2017年6月、『A Motion（エース モーション）』（梅田芸術劇場・文京シビックホール）
- 2017年8 - 11月、『神々の土地』 - コンスタンチン・スモレンスキー『クラシカル ビジュー』
- 2018年1月、『不滅の棘（とげ）』（ドラマシティ・日本青年館） - アルベルト
- 2018年3 - 6月、『天（そら）は赤い河のほとり』 - ネフェルティティ『シトラスの風-Sunrise-』[2]
- 2018年7 - 8月、『WEST SIDE STORY』（梅田芸術劇場） - リフ
- 2018年10 - 12月、『白鷺（しらさぎ）の城（しろ）』 - 殿上人『異人たちのルネサンス』 - ペルジーノ
- 2019年2月、『黒い瞳』 - ベロボロードフ『VIVA! FESTA! in HAKATA』（博多座）
- 2019年4 - 7月、『オーシャンズ11』 - フランク・カットン 退団公演[2]

### 出演イベント
- 2005年12月、『花の道 夢の道 永遠の道』
- 2009年9月、轟悠ディナーショー『Yū,il mondo!』[6]
- 2012年12月、タカラヅカスペシャル2012『ザ・スターズ!〜プレ・プレ・センテニアル〜』
- 2013年11月、悠未ひろディナーショー『Heroe』[7]
- 2014年12月、タカラヅカスペシャル2014『Thank you for 100 years』
- 2015年5月、『王家に捧ぐ歌』前夜祭
- 2015年12月、タカラヅカスペシャル2015『New Century，Next Dream』
- 2016年12月、タカラヅカスペシャル2016『Music Succession to Next』
- 2017年12月、タカラヅカスペシャル2017『ジュテーム・レビュー-モン・パリ誕生90周年-』
- 2018年2月、『宙組誕生20周年記念イベント』

## 宝塚歌劇団退団後の主な活動

### 舞台
- 2021年4月、『エリザベート TAKARAZUKA25周年スペシャル・ガラ・コンサート』（梅田芸術劇場・東急シアターオーブ） - ルドルフ[8]
- 2023年2月、『『刀剣乱舞』禺伝 矛盾源氏物語』（TOKYO DOME CITY HALL・オリックス劇場） - 姫鶴一文字[9]
- 2026年2 - 3月、『刀剣乱舞 禺伝 矛盾源氏物語〜再演〜』（2026年2月 - 3月〈予定〉、東京・大阪・福岡） - 姫鶴一文字[10]

## TV出演
- 2017年12月、フジテレビ『2017 FNS歌謡祭 第1夜』